# 해리슨 딜러드
윌리엄 해리슨 "본" 딜러드(William Harrison "Bone" Dillard, 1923년 7월 8일 ~ 2019년 11월 15일)는 전 미국의 육상 선수로 지금까지 단거리달리기와 허들 양 종목에서 올림픽 타이틀을 우승한 단 한명의 남성 선수이다.
오하이오주 클리블랜드에서 태어나 이스턴 기술 고등학교에서 수학하였다. 1941년 볼드윈-월리스 칼리지에 입학한 2년 후에 육군에 입대하였다. 1946년 대학에 돌아와 같은 클리블랜드 출신의 제시 오언스의 영향을 받아 다시 육상을 시작하였다. 그는 1946년과 1947년 120 야드와 220 야드 허들의 NCAA와 AAU 타이틀을 우승하였고, 22.3초(1946년 220 야드)와 13.6초(120 야드)와 함께 양 종목들에서 세계 기록들을 동일히 하였다.
1948년 하계 올림픽 선발 시합에서 자신의 전문적 종목이 아닌 100m 3위를 하면서 출전 합격에 불구하고, 110m 허들 종목에 나가는 데 불합격하였다. 런던 올림픽에서 자신과 동료 선수 바니 유얼 사이에 무승부로 끝난 것 같아 보이던 100m 결승전에 도달하였다. 완료 사진은 딜러드가 우승한 것을 보임은 물론 세계 기록을 동일하게 하기도 하였다. 400m 릴레이 팀의 일원으로서 또 하나의 금메달을 획득하였다.
4년 후에 아직도 강한 허들 선수로 보이던 딜러드는 110m 허들 종목 출전에 합격하여 헬싱키 올림픽에서 그 종목을 우승하였다. 400m 릴레이의 2연승은 그의 4번째 올림픽 타이틀을 가져왔다.
1956년 자신의 세번째 올림픽 출전을 시도하였으나 실패하였다.
이후에 정찰 활동과 공보 활동 자격에서 클리블랜드 인디언스 야구 프랜차이즈를 위한 일을 하였고, 클리블랜드의 WERE에서 라디오 토크 쇼를 진행하였다.
96세의 나이에 위암으로 사망하였다.